# Gilma Jiménez
Gilma Jiménez Gómez (Bogotá, 23 de abril de 1956 - Ibídem, 29 de junio de 2013) fue una trabajadora social y política colombiana miembro del Partido Verde que se desempeñó como concejal de Bogotá entre 2004 y 2010, y senadora de la República desde 2010 hasta su muerte. Promovió el referendo para imponer cadena perpetua a violadores y asesinos de niños en Colombia.

## Carrera política

### Inicios
Jiménez inició y desarrolló su vida política de la mano de Enrique Peñalosa, quien siendo alcalde de Bogotá la nombró como directora del Departamento Administrativo de Bienestar Social del Distrito Capital de Bogotá hoy conocido como Secretaria Distrital de Integración Social; entre sus logros al frente de esta entidad se destacan la construcción de la Red de jardines sociales y los programas para la atención de las personas de la calle; fue destacada también la intervención social realizada del sector conocido como El Cartucho. Posteriormente Jiménez se desempeñó como concejal de Bogotá para los períodos 2004-2007 y 2008-2011; sin embargo renunció a este cargo a principios de 2010 para postularse como candidata al Senado de la República.

### Senadora de Colombia
En las elecciones legislativas de Colombia de 2010, Jiménez fue elegida senadora de la República de Colombia con más de 207.000 votos siendo así la segunda mejor votada.

## Iniciativas
El legado político de Gilma Jiménez se identifica por su participación en las siguientes iniciativas desde el congreso:
- Impulsó el referendo aprobado por el Congreso y será sometida a consulta con el pueblo en elecciones.[9] Su campaña busca aplicar prisión perpetua a los violadores, secuestradores y asesinos de niños, hoy día se le conoce por el llamado "referendo de los niños".[7]
- Lideró la búsqueda de Katherine Huertas Vanegas, de 9 años, quien fue violada, asesinada y abandonada el en Humedal Jaboque el 5 de diciembre de 2004 por Ruddy Alonso Suárez Corrales, delincuente que fue extraditado de Grecia - Atenas, en septiembre de 2009.[7]

## Muerte
Tras ser diagnosticada de un cáncer que la aquejaba desde hace un largo tiempo y que habría hecho metástasis, la salud de Jiménez se deterioró durante la segunda legislatura de 2012 y la primera de 2013, por lo que tuvo que ausentarse en varias oportunidades de la actividad parlamentaria. Su estado de salud se agravó aún más por el padecimiento de una enfermedad pulmonar obstructiva crónica que la llevó a cuidados intensivos. El 29 de junio de 2013, a las 18:31, muere tras pasar 15 días en estado crítico en la Clínica Country, en el norte de Bogotá.